# Râul Năruja
Râul Năruja este un curs de apă, afluent al râului Zăbala. 

## Galerie de imagini

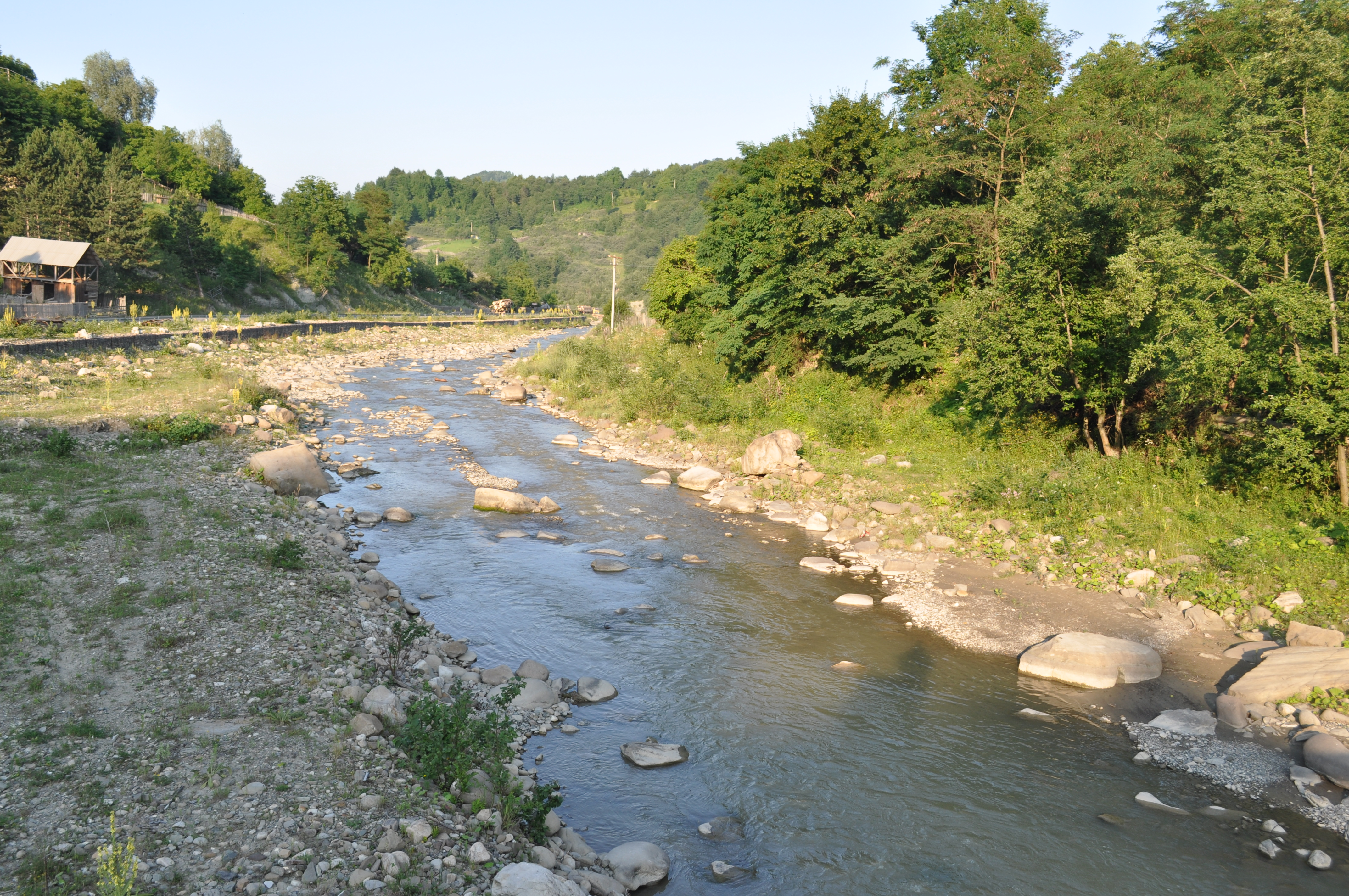

## Hărți
- Harta Munții Vrancea  Arhivat în 9 iunie 2008, la Wayback Machine.
- Ovidiu Gabor - Economic Mechanism in Water Management  Arhivat în 5 martie 2009, la Wayback Machine.